# Busano (Cascais)
Busano é uma pequena localidade na freguesia de Carcavelos e Parede, Município de Cascais, no Distrito de Lisboa. O seu topónimo deriva do facto de nesta zona ter abundado, em tempos idos, um tipo de pedra do mesmo nome, usada na construção e semelhante ao mármore.